# 日照阻害
日照阻害（にっしょうそがい）とは、建築物や高架構造物（高架道路や鉄道の高架橋）などにより生じる日陰がもたらす環境悪化現象（公害）である。
日光不足・冷えなどによる人・動物の健康への影響（ビタミンD欠乏症など）、照明・暖房費など光熱費の増大、太陽光発電の発電量低下・使用不能、農作物など植物の生育阻害などをもたらす。また、教育環境の悪化などが問題となることもある。
日照阻害と同様にビル等の大規模建築物などの存在がもたらす環境問題としては、電波障害や風害などがある。
日本においては、建築基準法において、日影規制および斜線制限により建築物による日陰を低減するよう規制されているほか、近隣関係住民と建築主との間の紛争の予防を目的とした条例が制定されている。

## 日照阻害に対する補償
日本の公共事業においては、日陰により生ずる損害に対し、「公共施設の設置に起因する日陰により生ずる損害等に係る費用負担について」（昭和51年建設事務次官通知）により、暖房費、照明費、乾燥費、その他の経費が補償されることとされている。